# Zygozenillia plumbea
Zygozenillia plumbea är en tvåvingeart som beskrevs av Townsend 1927. Zygozenillia plumbea ingår i släktet Zygozenillia och familjen parasitflugor. Inga underarter finns listade i Catalogue of Life.